# La Vie et la Mort d'un poète
 (février 2022).
Si vous disposez d'ouvrages ou d'articles de référence ou si vous connaissez des sites web de qualité traitant du thème abordé ici, merci de compléter l'article en donnant les références utiles à sa vérifiabilité et en les liant à la section « Notes et références ».
La Vie et la Mort d'un poète est le premier texte autobiographique de François Mauriac achevé et publié en 1924. Il n'est que partiellement autobiographique, puisqu'il se présente comme une biographie d'André Lafon (1883-1915), poète et romancier.